# Bruckbach (Leitzach, Irschenberg)
Der Bruckbach ist ein Fließgewässer im Mangfallgebirge. Er entsteht an den Westhängen des Leitzachtals bei Frauenried, fließt weitgehend nach Osten, bevor er nach kurzem Lauf von links in die Leitzach mündet.